# Cul de Sac
Der Cul de Sac, zu Deutsch Sackgasse, ist ein Fluss auf der Karibikinsel St. Lucia.
Er fließt vom Hochland in nordwestliche Richtung, parallel nördlich des Roseau, und mündet südlich der Hauptstadt Castries ins Karibische Meer. Er ist der längste Fluss der Insel.